# Literaturhaus Mattersburg

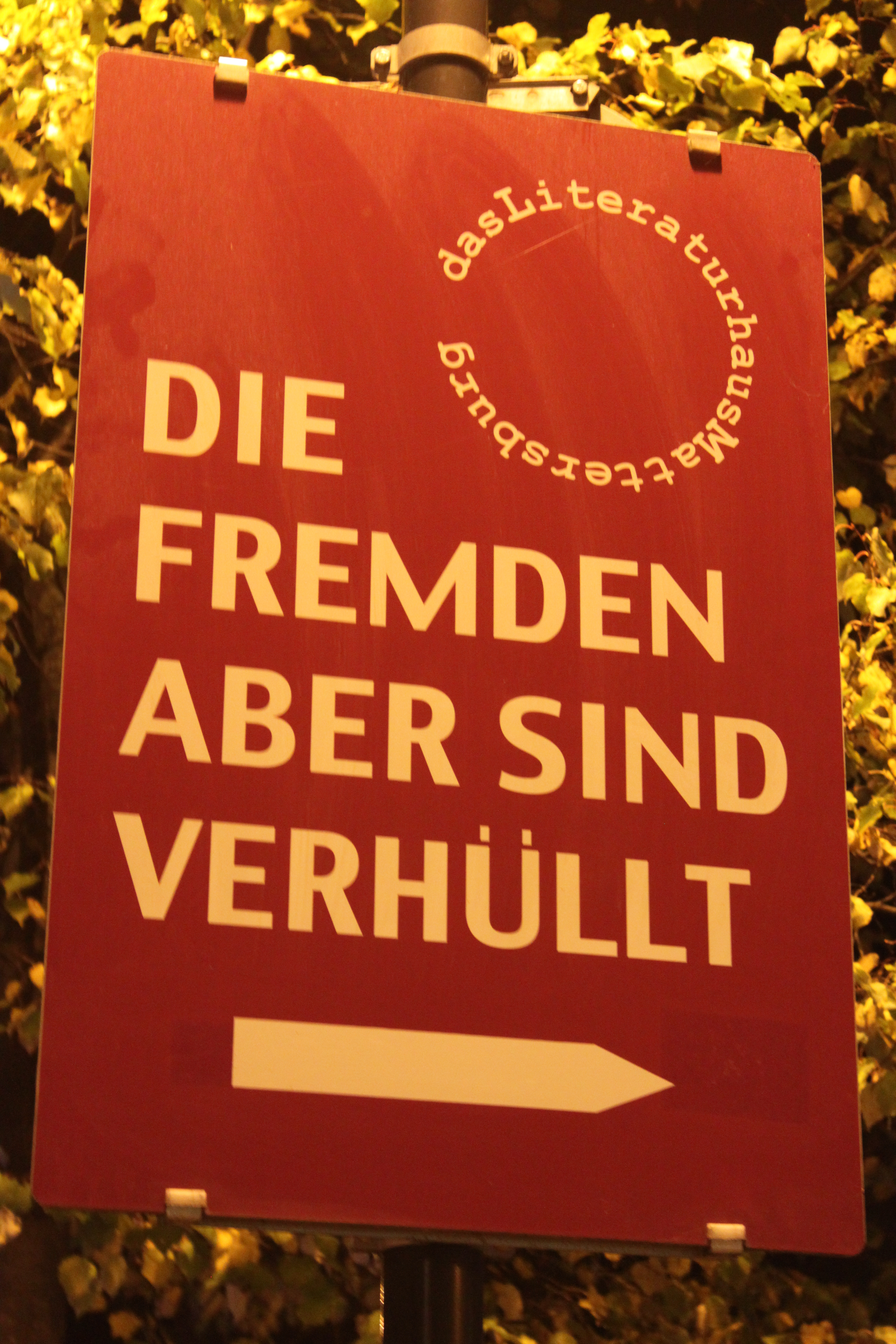
Hinweis zum Literaturhaus

Das Literaturhaus Mattersburg ist ein Veranstaltungsort und eine Bibliothek in Mattersburg im Burgenland.
Das Literaturhaus versteht sich als Veranstaltungsort, der der Literatur, dem Lesen und Schreiben, der Auseinandersetzung und der intellektuellen Kultur gewidmet ist. Standort des Literaturhauses ist Mattersburg im äußersten Osten Österreichs, wo Hertha Kräftner, eine der wichtigsten burgenländischen Autorinnen, ihre Kindheit und Jugend verbrachte.
Das Literaturhaus Mattersburg wurde im Jahr 1994 gegründet und steht in der Trägerschaft eines gemeinnützigen Vereins. Sein Programm umfasst Lesungen, Ausstellungen, Diskussionsveranstaltungen, aber auch Bildungsprojekte und eine öffentliche Bibliothek. Die Literatur des Burgenlandes und seiner Nachbarregionen, die Literatur und Kultur europäischer Grenzregionen, die österreichische Gegenwartsliteratur sowie Sprachenvielfalt, Kultur von Minderheiten, Migration und Integration sind inhaltliche Schwerpunkte.
„Über die Grenzen gehen“ ist ein Anliegen, das sich auch in der Arbeitsweise des Literaturhauses Mattersburg findet. 
Zu den Gästen des Literaturhauses Mattersburg zählen zahlreiche preisgekrönte Persönlichkeiten aus dem In- und Ausland, darunter  Terézia Mora,  Saša Stanišić,  Michael Stavarič, Péter Esterházy, Martin Pollack, Ronya Othmann und viele andere.